# André Migner
André Migner, ou Migné, et qui s'appelait Lagacé vers la fin de sa vie, (né en 1640 à Saint-Martin, Île de Ré, et mort le 20 novembre 1727 à La Pocatière, Québec), est un soldat français du régiment de Carignan-Salières.   
Il est revendiqué comme le principal ancêtre de la famille Lagacé, ainsi que par les Lagasse et LaGasa et d'autres.

## La vie au Canada
Il est affecté à la compagnie de Berthier (de l'Allier) du régiment de Carignan-Salières, une armée privée qui a été envoyée à Québec, arrivant le 30 juin 1665, pour protéger les colons contre les Iroquois en maraude. 
Lorsque arriva la fin des combats en 1667, il quitta le régiment et a été autorisé à rester dans le Nouveau Monde : il s'est installé sur les terres accordées par le roi Louis XIV.

## Mort
Migner meurt en 1727 au Québec, à La Pocatière.

## Référence
1. ↑  citer web|url = http://www.familleslagace.org/ancestor.html |title = une Ancestor|publisher=familleslagace.org The
2. 1 2 3   Mignier dit Lagacé généalogie Page